# スマイル (ドクター・フーのエピソード)
「スマイル」（原題: "Smile"）は、イギリスのSFドラマ『ドクター・フー』の第10シリーズ第2話。脚本はフランク・コットレル＝ボイスが執筆し、2017年4月22日に BBC One で初放送された。「スマイル」は一般に批評家から肯定的にレビューされ、ビルとドクターの関係が発展しつつあることが高く評価された。
本作では12代目ドクター（演:ピーター・カパルディ）と新コンパニオンのビル・ポッツ（演:パール・マッキー）が未来の地球人の植民地を訪れる。そこには人間は誰一人おらず、その代わりに絵文字でコミュニケーションを取るロボットだけが残されていた。

## 連続性
ドクターは宇宙には数多くのスコットランドが存在していてそれぞれ独立を目指していることに言及している。これは「眼下の獣」（2010年）でも言及されていた。
ドクターはビルにソニック・グラスのブラウザ履歴を閲覧しないように警告する。これは「ザイゴンの逆転」でオズグッドにも言っていたことである。

### 他作品への言及
コロニーの名前はエレホンであり、サミュエル・バトラーの小説 Erewhon: or, Over the Range (en) にちなんでいる。この作品は一見理想主義的な社会を見つけても、些細な犯罪にも厳しい罰則があることを知った時に背を向ける男の物語である。また、デヴィッド・ボウイの "Ashes to Ashes" (en) と、ハリー・チャンピオンで有名になった "Any Old Iron" (en)  の2曲も言及された。

## 製作

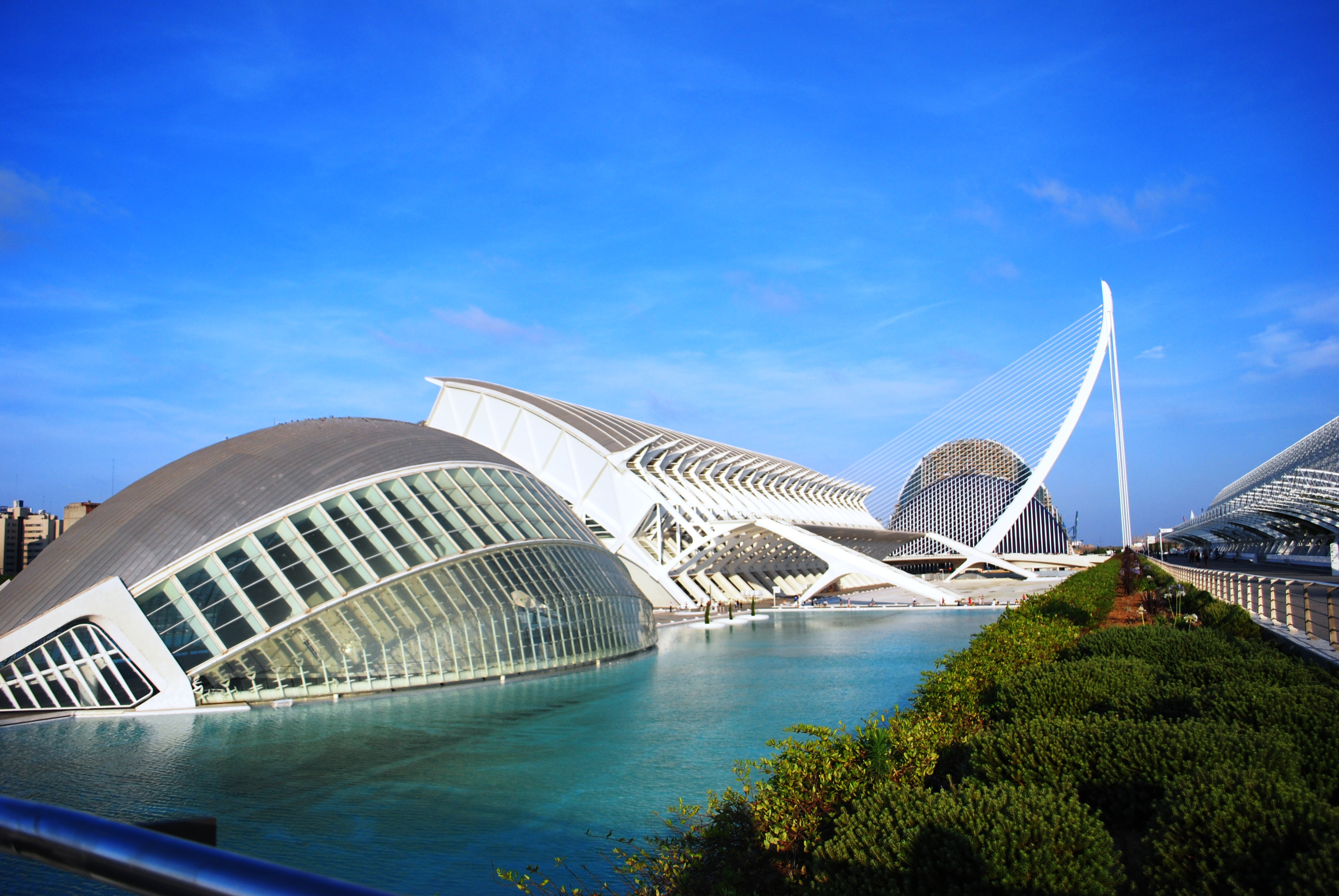
スペインのバレンシアに位置する芸術科学都市

「約束」と「スマイル」の台本の読み合わせは2016年6月14日に行われた。これらエピソードの撮影は2016年6月20日に開始され、2016年7月28日に完了した。
バーディはニューファンドランドメモリアル大学のスワームロボティクスの教授アンドリュー・バーディにちなんでいる。脚本家のボイスはロボット工学を調べ上げ、それに基づいてバーディを短編に登場させたこともあった。
撮影はスペインのバレンシアに位置する芸術科学都市で行われた。

## 放送と反応
リアルタイム視聴者数は425万人で、「約束」からはやや減少することとなった。また、『ブリテンズ・ゴット・タレント』、All Round to Mrs. Brown's (en) 、FAカップに次いで4番目の記録を残した。タイムシフト視聴者を加算すると視聴者数は598万人で、Appreciation Index は83を記録した。
日本では放送されていないが、2018年3月31日にHuluで「スマイル」を含む第10シリーズの独占配信が開始された。

### 批評家の反応
| 専門評論家によるレビュー           | 専門評論家によるレビュー |
| レビュー・スコア                   | レビュー・スコア         |
| 出典                               | 評価                     |
| ---------------------------------- | ------------------------ |
| The A.V. Club                      | B+                       |
| エンターテインメント・ウィークリー | B                        |
| SFX                                | [ 15 ]                   |
| TV Fanatic                         | [ 16 ]                   |
| IndieWire                          | B+                       |
| IGN                                | 8.6                      |
| ニューヨーク・マガジン             | [ 19 ]                   |
| ラジオ・タイムズ                   | [ 20 ]                   |

「スマイル」は一般に批評家から肯定的なレビューを受けた。多くの批評家はドクターとビルの関係の発展が本作のハイライトであるとした。
The A.V. Clubのアラスデア・ウィルキンスは本作をB+と評価し、コットレル＝ボイスの脚本が第8シリーズ「夜に現れた森」（2014年）から良くなっていると主張し、「特にビルとドクターの育ちゆく友情やビルのキャラクター性が『スマイル』の真の楽しみだ」と述べた。IGNのスコット・コルーラもドクターとビルの関係を称賛し、新しい両者のダイナミクスや第10シリーズの新しい方向性を受け入れた。また、彼はエピソードのテーマとアンダートーンを考慮し、「かなり重いテーマ性のあるものをミックスに落とし込んでいる」とも述べた。彼は10点満点で「スマイル」に8.6点を付けた。
ラジオ・タイムズのパトリック・マルケーンは本作の緩慢なテンポと「呆気ない陰気な結末」を批判した。彼はビジュアルについて「異様に美しい」と褒め、ロボットについても「怖ろしく素晴らしい」と述べてデザインも称賛した。また、彼はカパルディとマッキーの演技も称賛し、「非常に面白い」と評価した。しかし彼はビルのキャラクター性が前話よりも軽く描写されていたと指摘し、本作は「面白いアイディアを提供しているが、ドラマとしては絵文字そのものと同じように平凡でつまらない」と考えた。